# Maubisse (Suco)
Maubisse (Maubesse, Mau-Bessi, Maobisse, Maubise) ist ein Suco im Nordosten der osttimoresischen Gemeinde Ainaro.

## Geographie

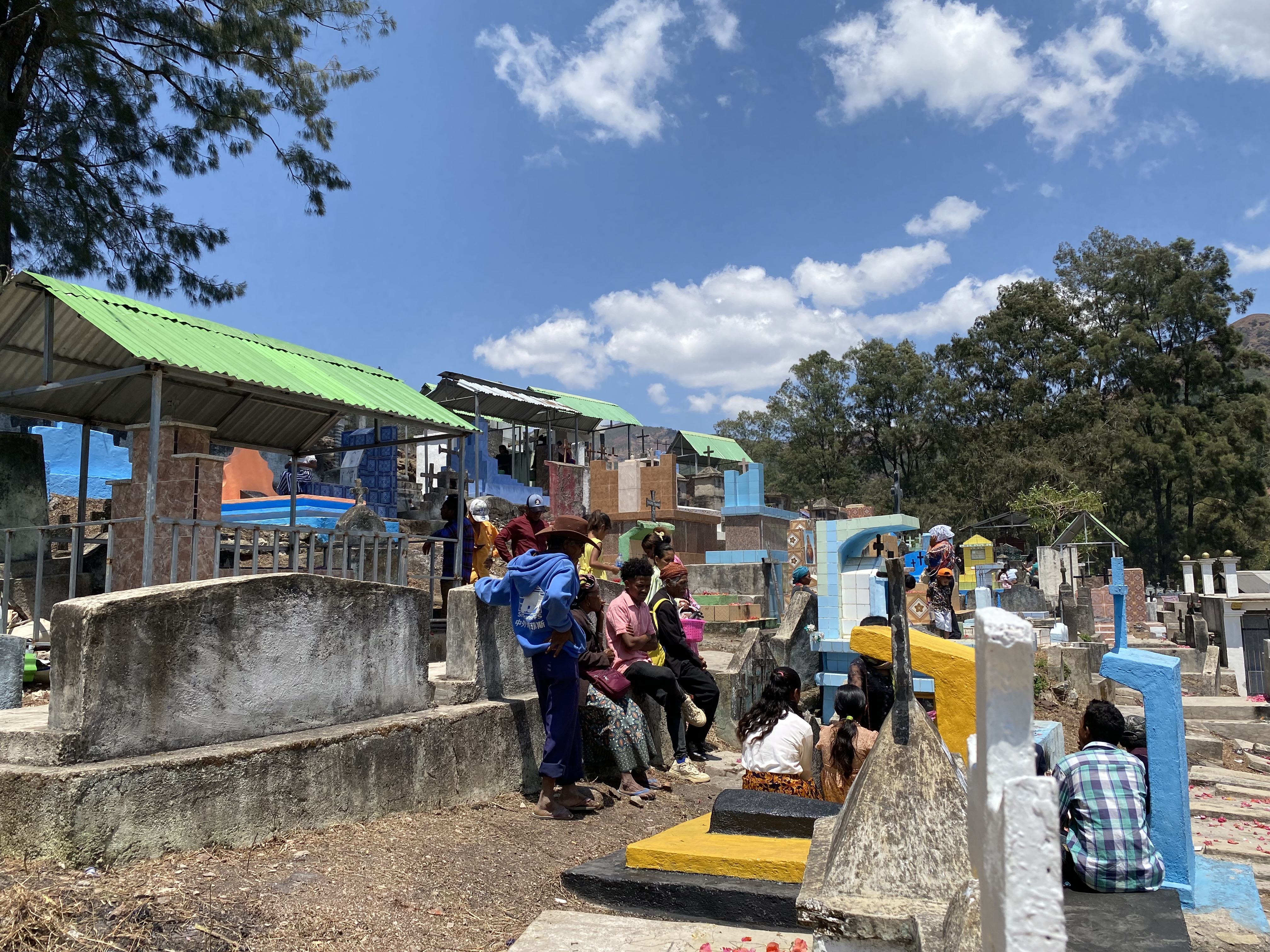
Friedhof in Maubisse zu Allerseelen (2023)

Der Suco Maubisse liegt im Nordwesten des gleichnamigen Verwaltungsamt. Westlich befindet sich der Suco Liurai, südlich die Sucos Horai-Quic und Aituto und östlich die Sucos Edi und Maulau. Im Norden grenzt der Suco Maubisse an das Verwaltungsamt Aileu (Gemeinde Aileu) mit seinen Sucos Fatubossa, Lahae und Lequitura. Der Fluss Colihuno, ein Nebenfluss des Carauluns, fließt entlang einem Teil der Grenze zu Horai-Quic und Aituto. Maubisse hat eine Fläche von 19,59 km² und teilt sich in die zwölf Aldeias Cano-Rema (Canurema, Kanurema), Goulala (Kaulala), Hato-Fae (Hato Fae, Hatu-Fae, Hatupae), Hato-Luli (Hatululi), Hautado (Haulato, Hautato), Lequi-Tei (Liquitei, Lekitei), Ria-Leco (Rileco, Rileko), Ria-Mori (Riamori, Rimori), Sarlala, Teli-Tuco (Telhuko, Tehtuko), Ura-Hou und Vila. Die Stadt Maubisse liegt im Osten des Sucos, etwa 40 km südlich der Landeshauptstadt Dili, an der gut ausgebauten Straße von Dili zur Gemeindehauptstadt Ainaro. In keiner anderen Gemeinde in Osttimor gibt es sonst zwei urbane Zentren.
Hato-Fae schließt sich im Norden an die Stadt Maubisse an und die Siedlung Hautado liegt im Westen etwas oberhalb der Stadt. Von hier gehen Straßen in die Nachbarorte Sarlala und Ria-Leco. Südlich der Stadt befinden sich an der Überlandstraße nach Ainaro die Siedlungen Tartehi und Hato-Luli und westlich davon Cano-Rema und Ria-Mori. An der Ostgrenze liegt die Siedlung Lebibo. Grundschulen gibt es in der Stadt Maubisse und in den Dörfern Sarlala, Ria-Leco, Tartehi und Ria-Mori. In Maubisse befindet sich außerdem die Pfarrkirche São Mateus, eine vorbereitende Schule für die Sekundärstufe, ein kommunales Gesundheitszentrum, ein Hubschrauberlandeplatz und eine Polizeistation. Der ehemalige Amtssitz des portugiesischen Administrators beherbergt heute die Pousada (Herberge) von Maubisse.
In der Aldeia Teli-Tuco, nahe dem Ort Tartehi, befindet sich der Ponor Erlesubuti, in dem sich der kleine Hakmatek-Wasserfall ergießt (08° 50′ 54″ S, 125° 35′ 10″ O).

## Einwohner
Im Suco Maubisse leben 7.256 Menschen (2022), davon sind 3.704 Männer und 3.552 Frauen. 3.370 Menschen wohnen in der Stadt Maubisse, 3.886 in den ländlichen Teilen des Sucos. Im Suco gibt es 1.160 Haushalte. Über 70 % der Einwohner geben Mambai als ihre Muttersprache an. Über 20 % sprechen Tetum Prasa.

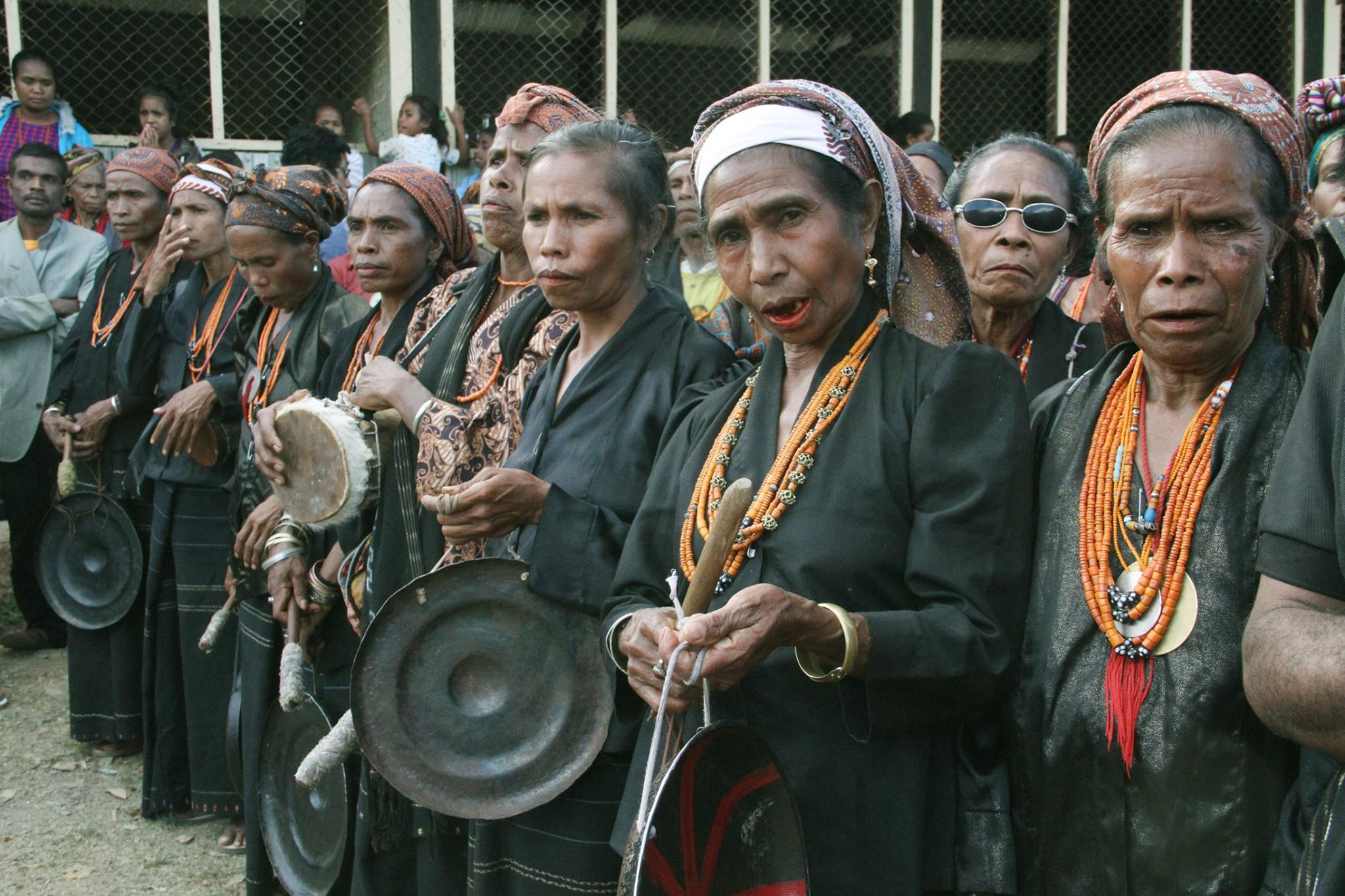
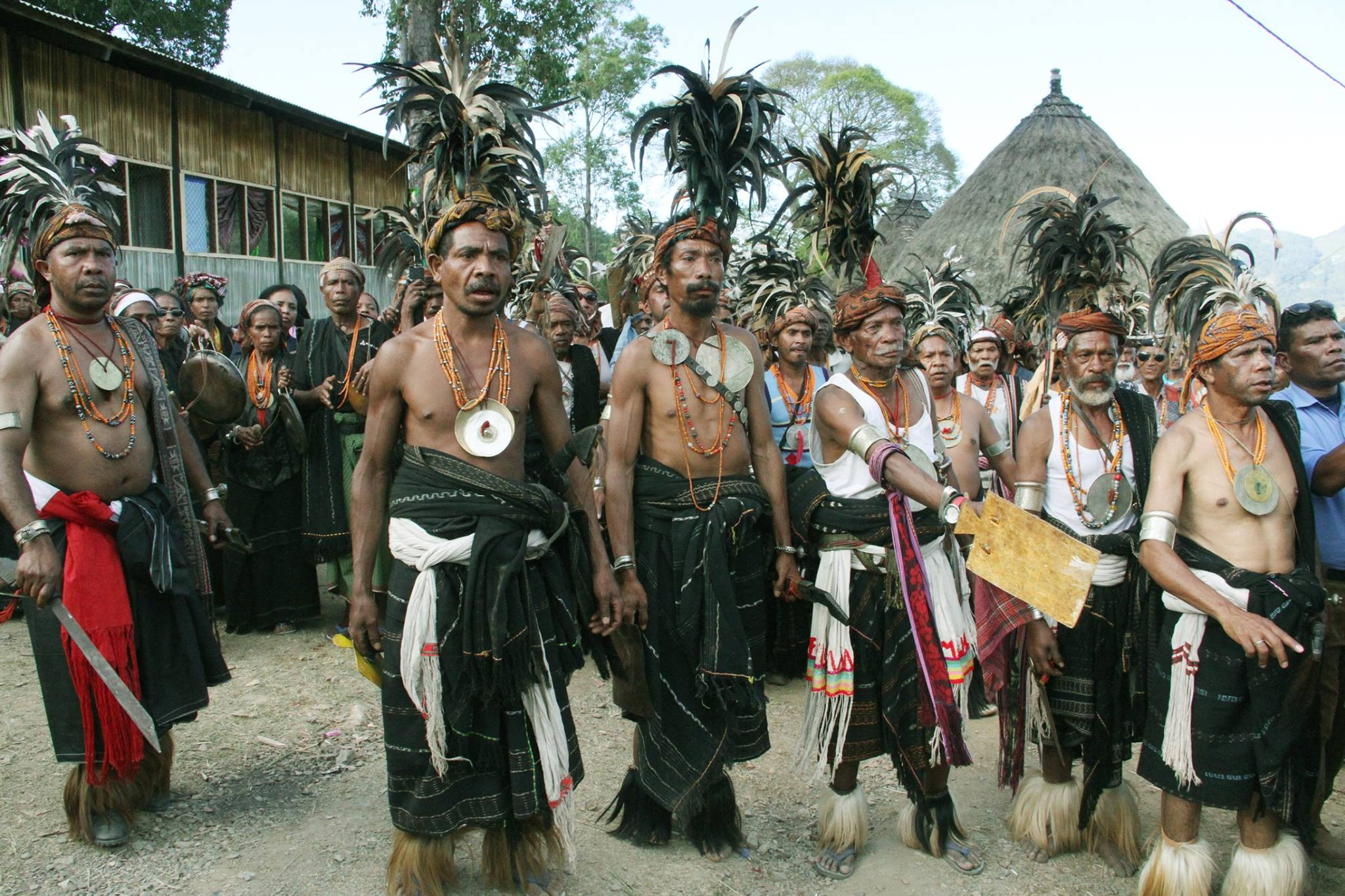
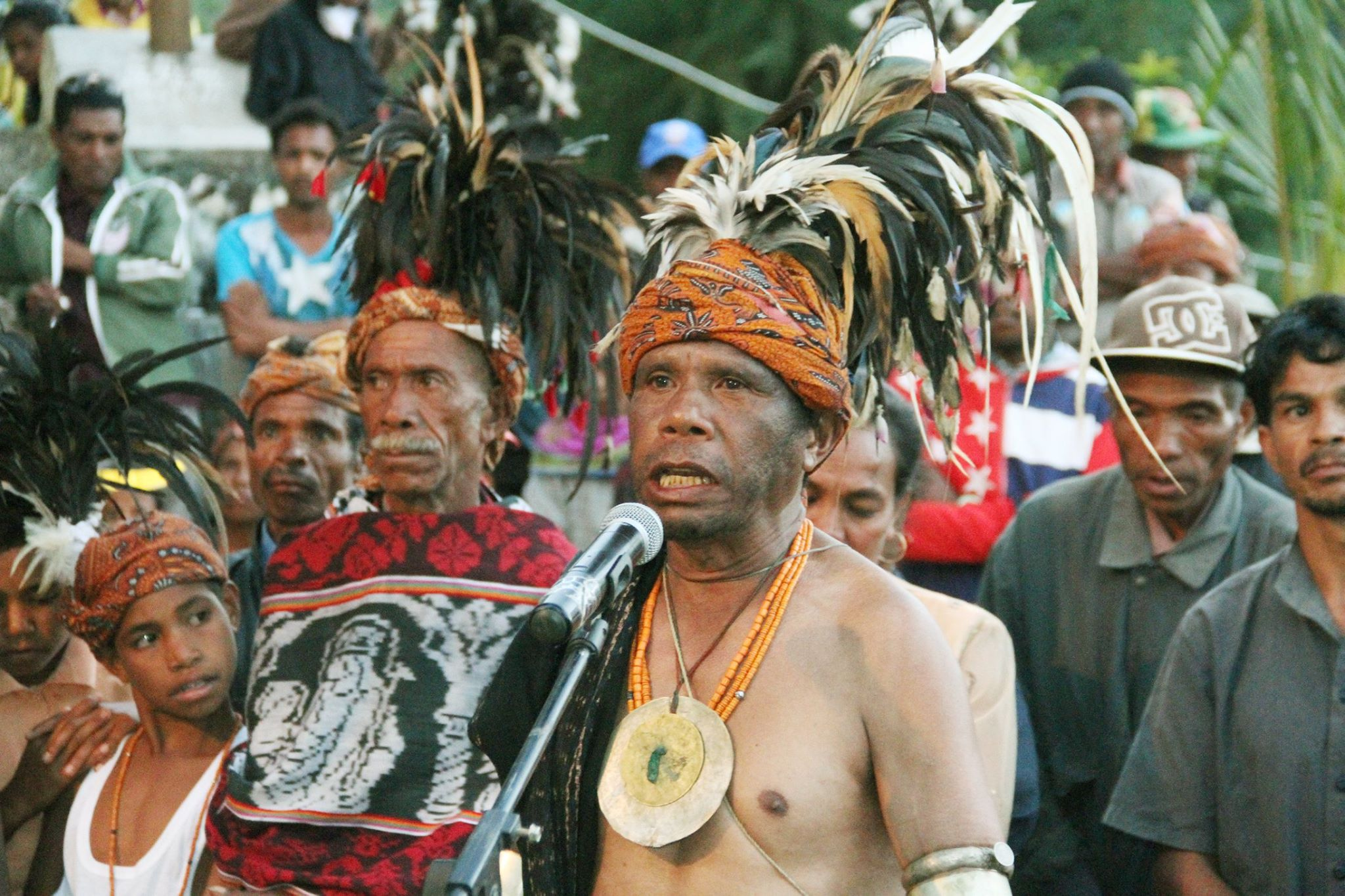
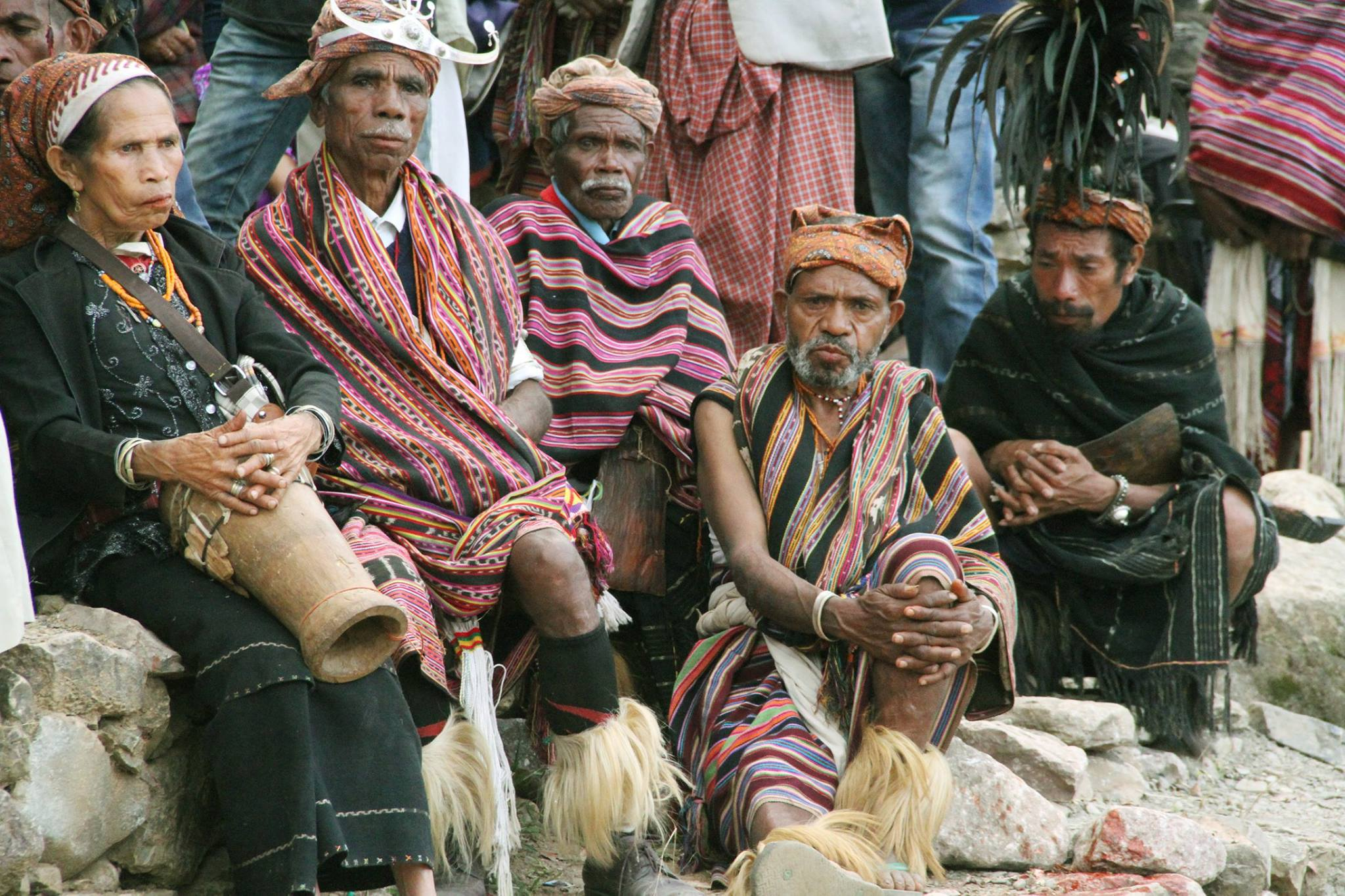

## Geschichte

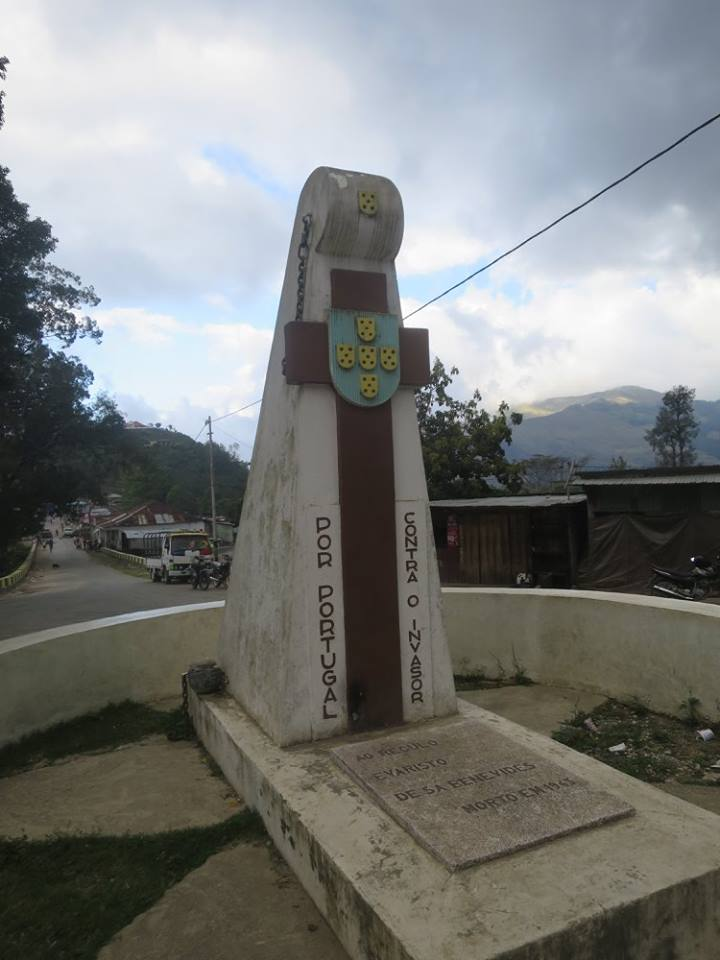
Denkmal für den Herrscher Evaristo de Sá Benevides

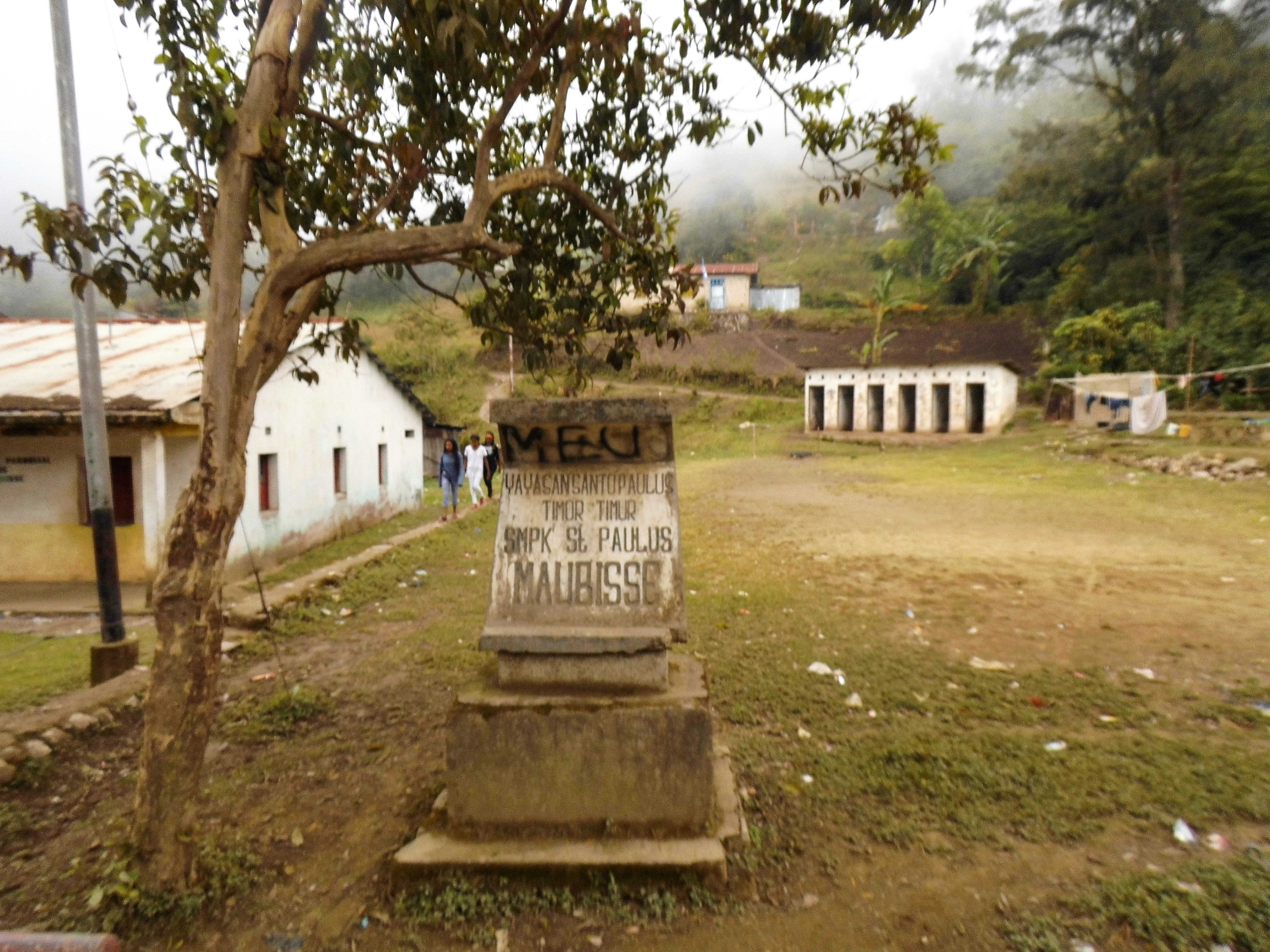
Inschrift der Stiftung St. Paulus aus der indonesischen Besatzungszeit

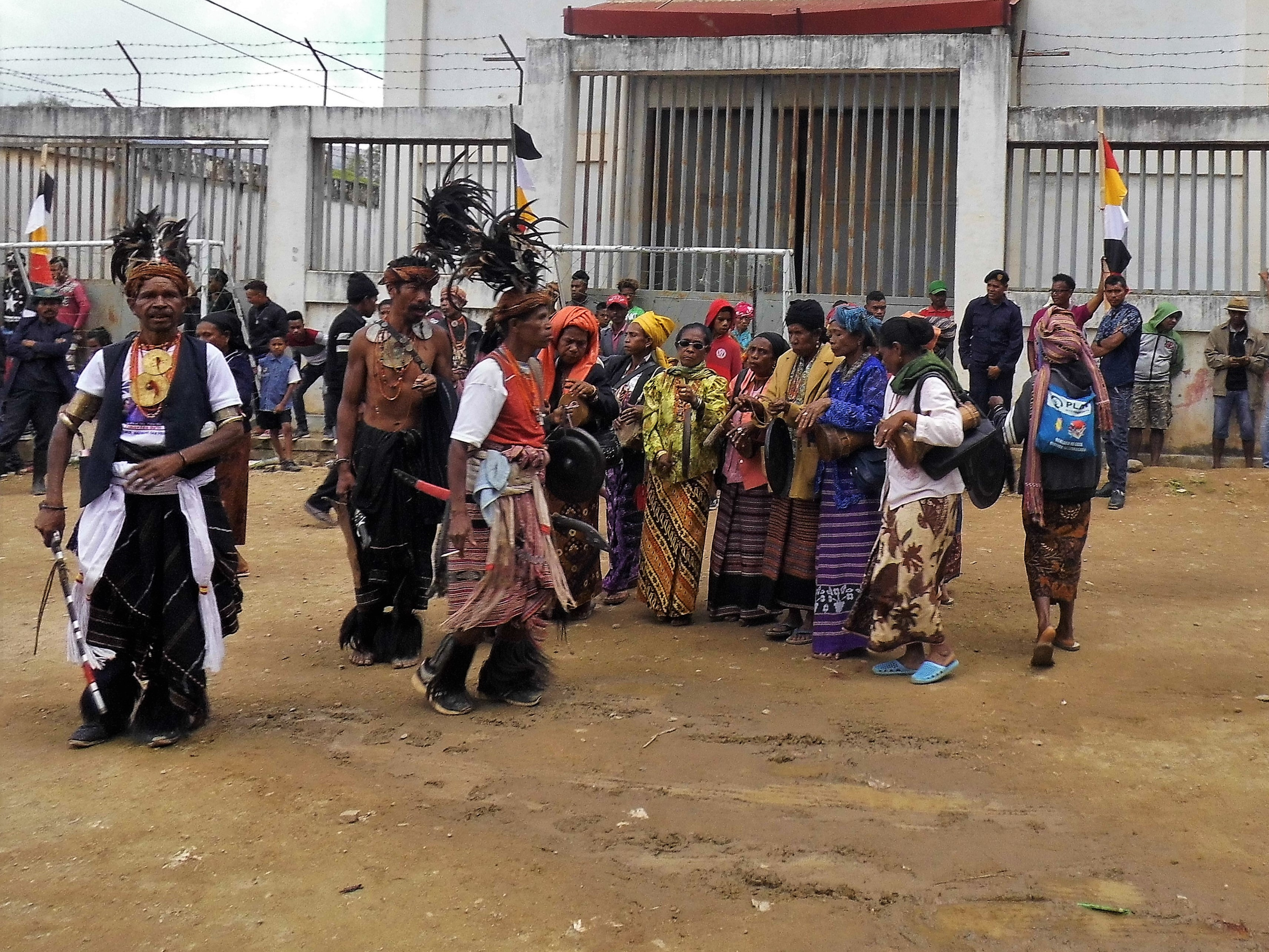
Feiern am Unabhängigkeitstag in Maubisse (2018)

Maubisse war um 1900 ein Verbündeter des rebellischen Reichs von Manufahi. Im Krieg von Manufahi wurde Maubisse am 18. Oktober 1900 von den Portugiesen eingenommen. 1911 kam es zur Rebellion von Manufahi gegen die portugiesischen Kolonialherren. Auch hier unterstützte das Reich von Maubisse die Rebellen unter Boaventura, dem Liurai von Manufahi, die erst 1912 besiegt werden konnten.
Während des Zweiten Weltkrieges wurde Portugiesisch-Timor von den Japanern besetzt und wurde Schauplatz der Schlacht um Timor, in der australische Kommandos und ein Teil der Bevölkerung in Guerillataktik gegen die Besatzer kämpften. Maubisse wurde während der japanischen Offensive von August 1942 besetzt. Am 11. August kam es zur Rebellion von Maubisse, in der sich die ansässige nicht-christliche Bevölkerung gegen die Portugiesen und christianisierten, pro-portugiesischen Timoresen von Ainaro und Same, und hier gegen Dom Aleixo Corte-Real, dem Liurai von Soro, wandte. Ein portugiesischer Beamter wurde getötet, die Kolonialmacht und die mit ihnen verbündeten Moradores konnten die Rebellen aber in die Berge vertreiben. Evaristo de Sá Benevides, Herrscher von Maubisse, wurde 1943 von den Japanern umgebracht. Ihm gedenkt heute ein Mahnmal in der Stadt.
In Maubisse kam es am 11. Juni 2006 zu Unruhen. Der Ort galt als eine Hochburg der rebellischen Soldaten unter Alfredo Alves Reinado, die Ende April die schlimmsten Unruhen in Osttimor seit der Unabhängigkeit ausgelöst hatten. Hunderte Menschen demonstrierten in Maubisse gegen Premierminister Marí Alkatiri. Als ein Mann unter zunächst ungeklärten Umständen eine Stichwunde erlitt, begannen zwei rivalisierende Gruppen von Demonstranten, sich Straßenkämpfe zu liefern. Polizisten feuerten in die Luft und drohten mit dem Einsatz einer Granate. Gleichzeitig fielen auch in der Menge Schüsse, so dass die Demonstranten schließlich in Panik flohen.
Am 22. November 2006 wurde von Straßenkämpfen in Maubisse berichtet. Einheimische waren mit Mitgliedern von Colimau 2000 in Streit geraten, als diese Bewohner Maubisses zwingen wollten, Mitglied in der Organisation zu werden. Eine Person wurde dabei getötet, eine weitere verletzt. Als die Polizei eingreifen wollte, wurde ein Polizist krankenhausreif geschlagen.

## Politik

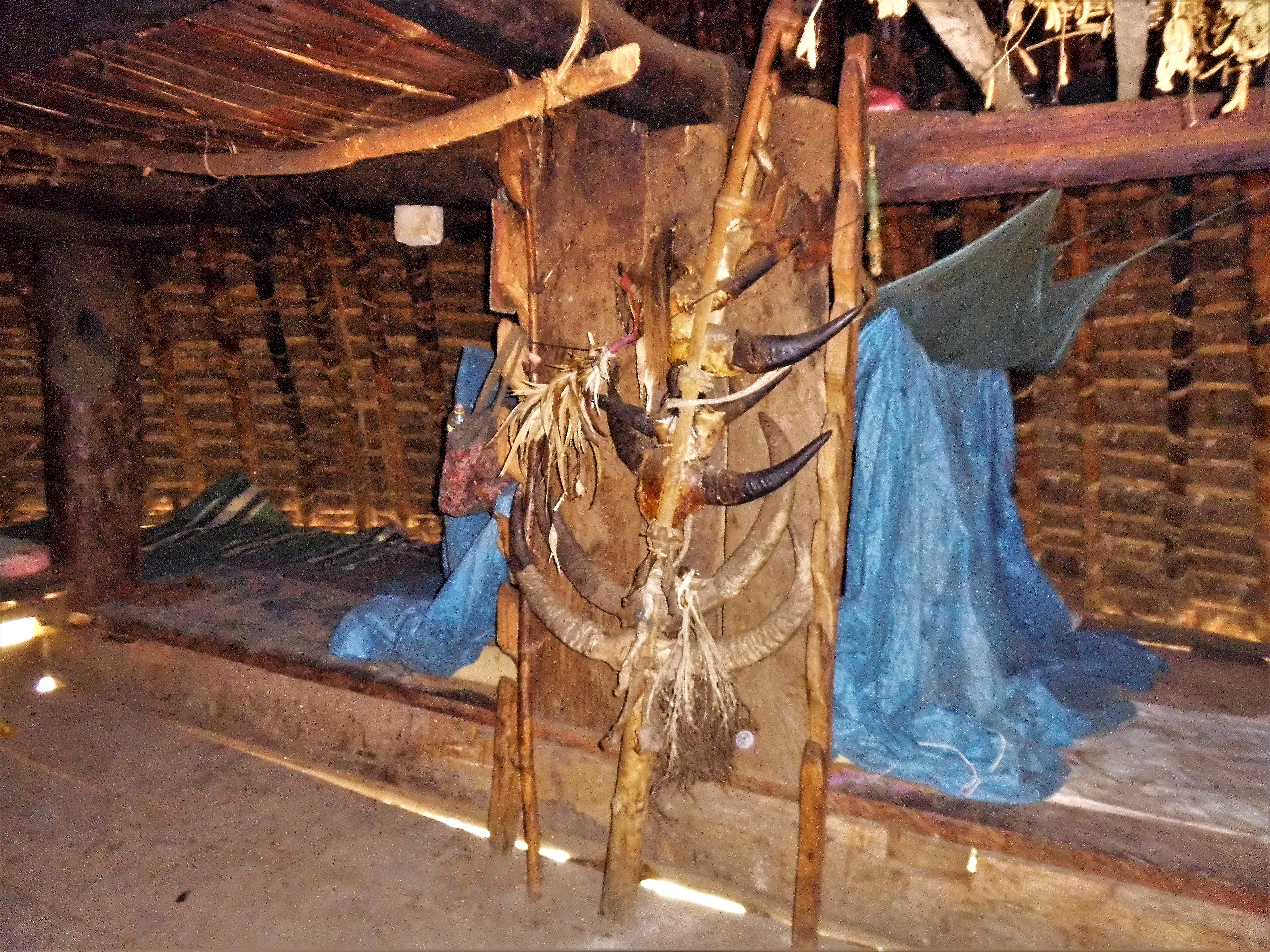
In einem Heiligen Haus (Uma Lulik)

Bei den Wahlen von 2004/2005 wurde Adelino M. Espirito Santo zum Chefe de Suco gewählt und 2009 in seinem Amt bestätigt. Bei den Wahlen 2016 gewann Wilson Nivio P. Mendonça .

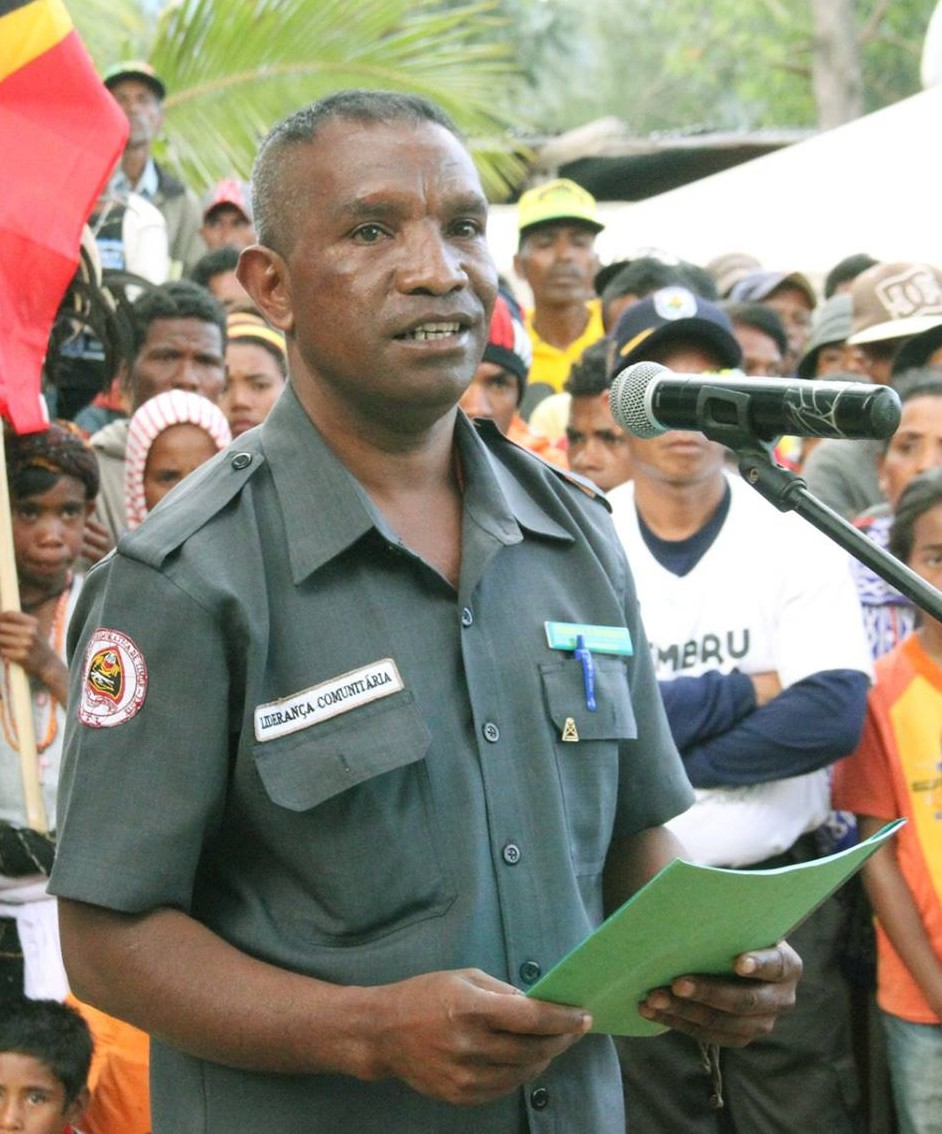
Adelino M. Espirito Santo (2016)
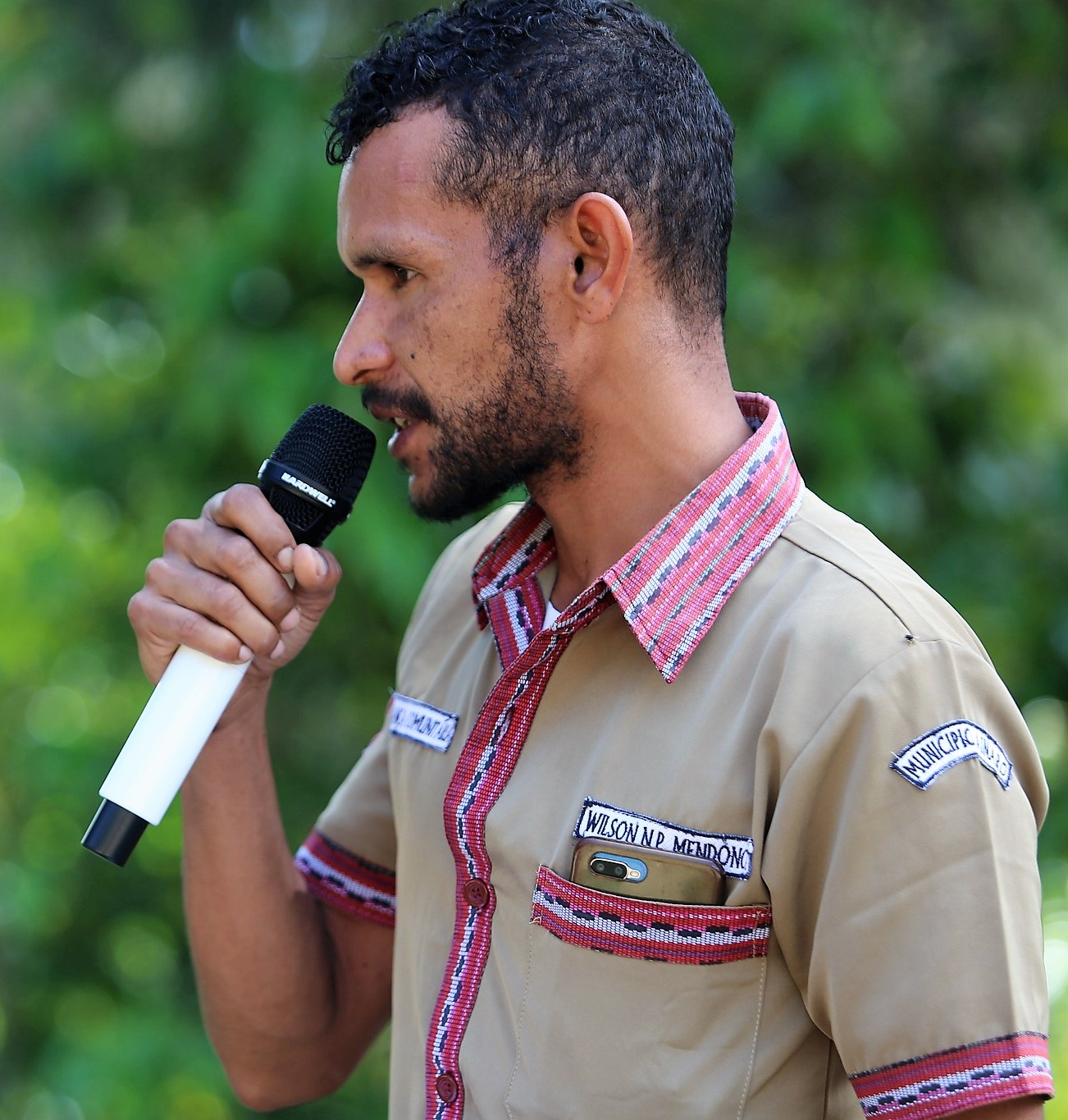
Wilson Nivio P. Mendonça (2022)

## Wirtschaft

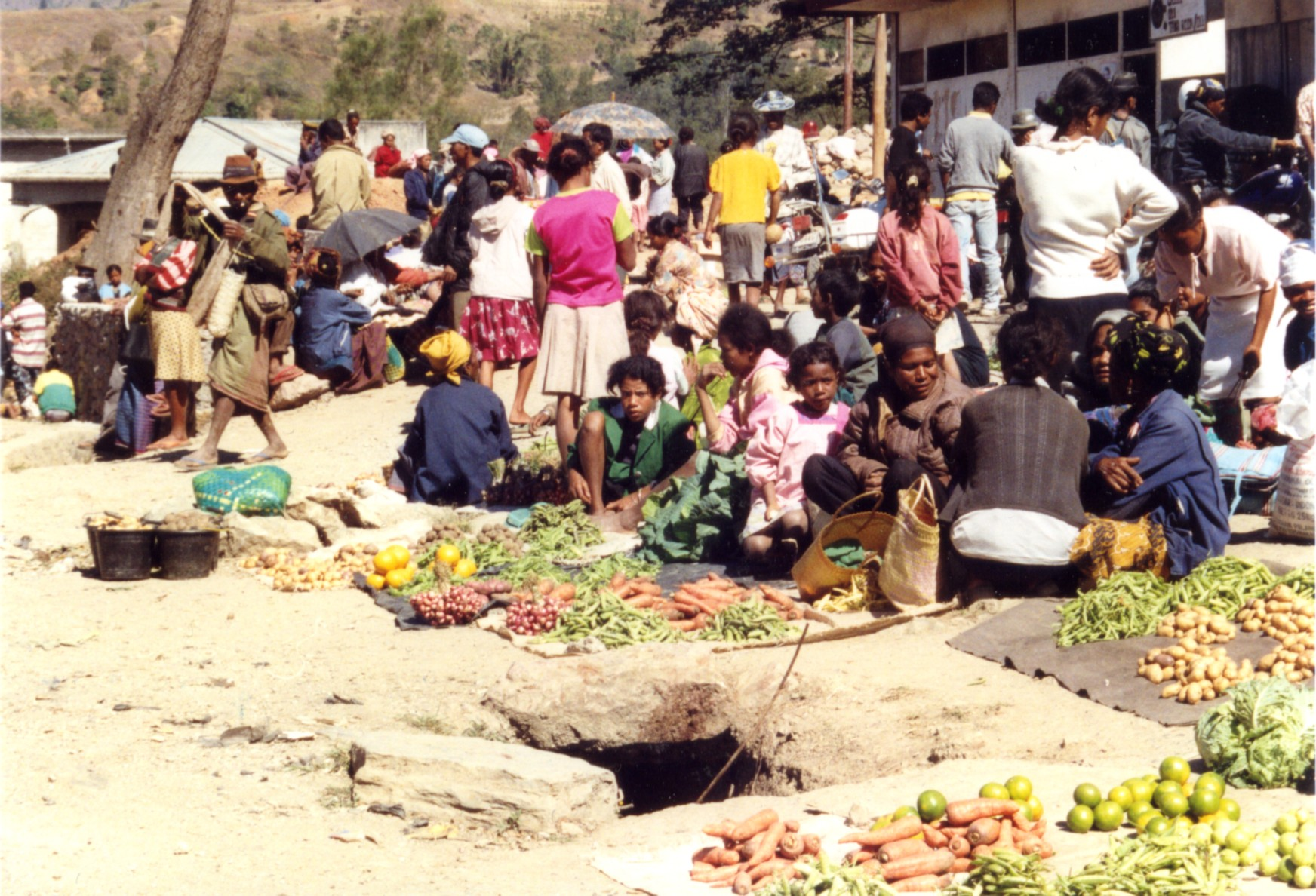
Auf dem Markt

In der Region wächst neben Gemüse auch ein hocharomatischer Kaffee. In Maubisse steht daher eine Fabrik zur Kaffeeverarbeitung. Eigentümer und Betreiber ist die Cooperativa Café Timor (CCT), Osttimors größte Kooperative mit etwa 20.000 Pflanzern als Mitglieder. Zusammen mit der Fabrik in Estado kann die CCT 25.000 Tonnen Kaffee aufkaufen. Die bekannte Aktivistin Bella Galhos betreibt mit dem Leublora Green Village ein Zentrum für organische Landwirtschaft mit angeschlossenem Restaurant und Schule. Die Kooperative Hakmatek betreibt bei einigen traditionellen Gebäuden im Ort Tartehi eine Pension.

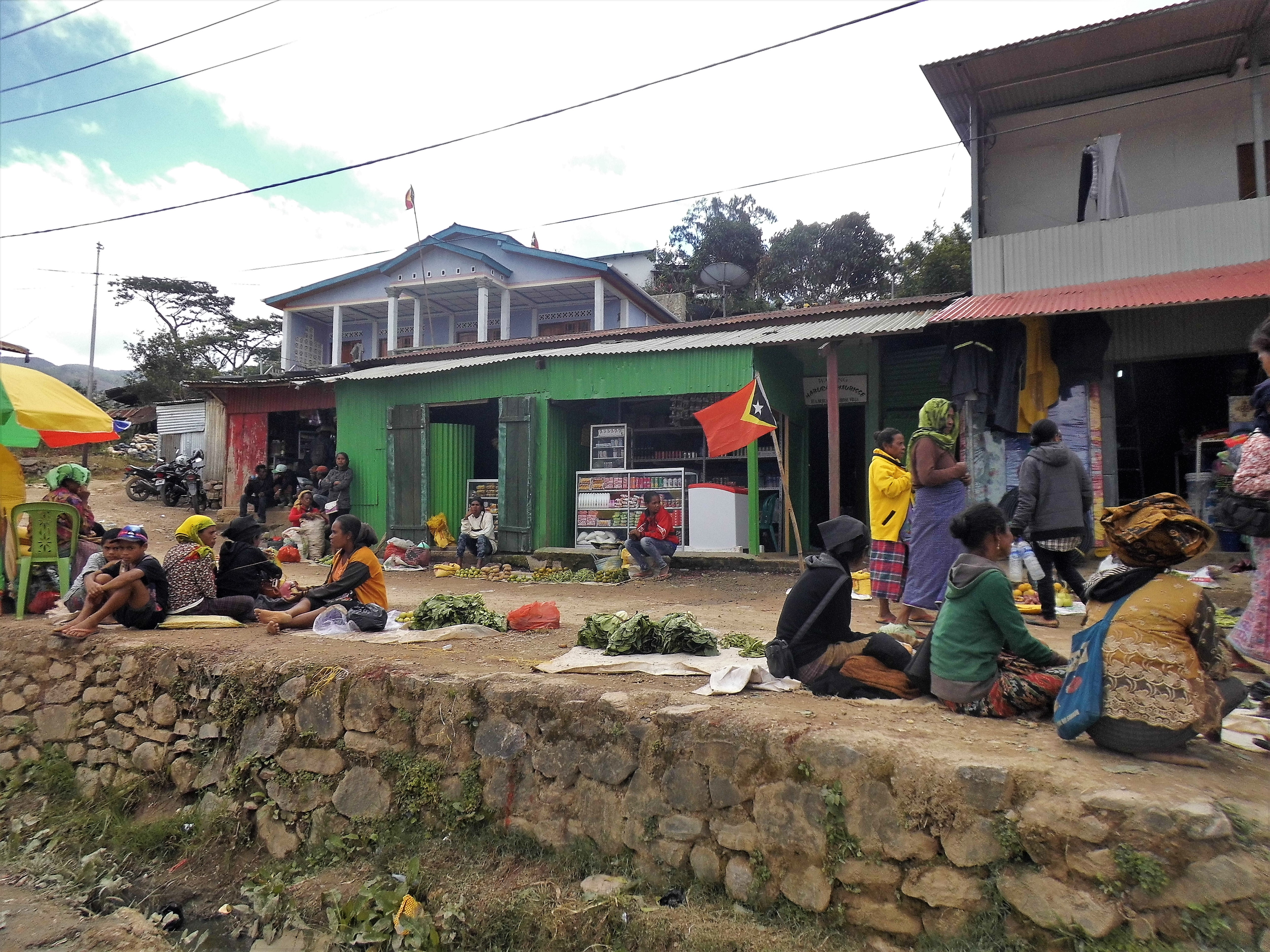
Auf dem Markt
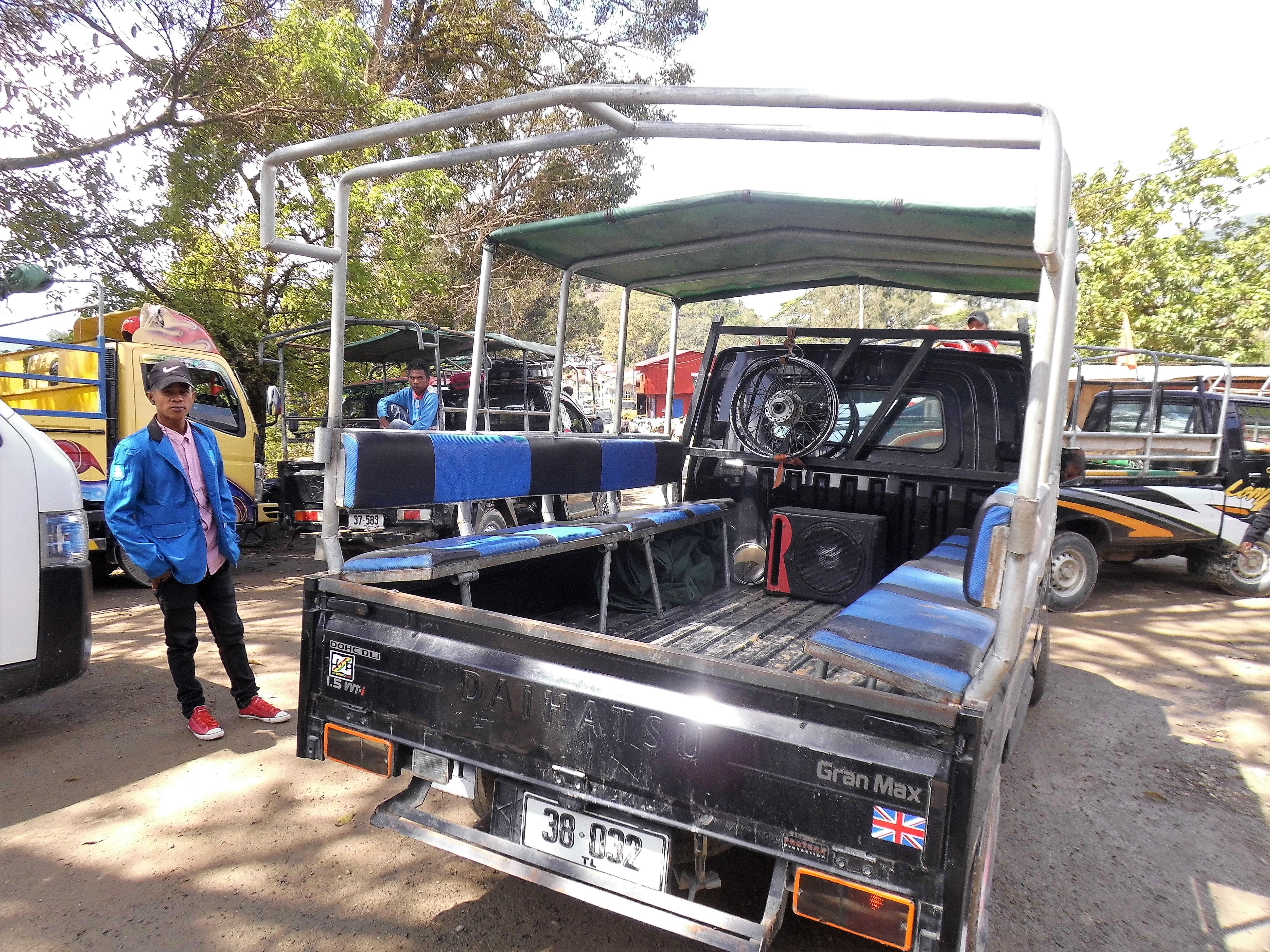
Öffentlicher Personentransport
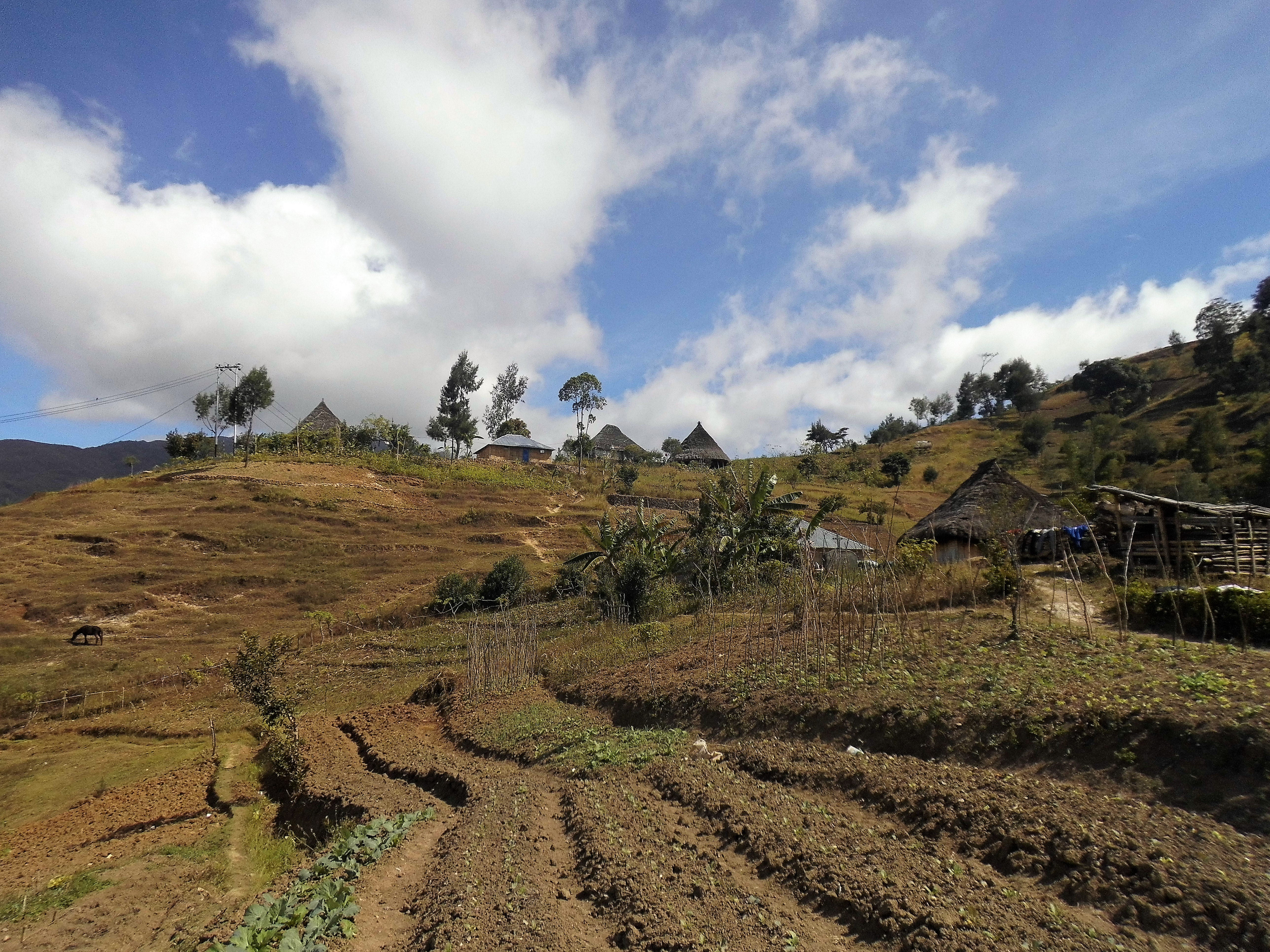
Hakmatek Kooperative in Tartehi

## Partnerstädte
- Bendigo, Australien[22]